# Louis Léon Desjardins
Louis Léon Desjardins, né le 7 mars 1823 à Amiens et mort le 25 janvier 1914 à Guéret, est un peintre français.

## Biographie
Louis Léon Desjardins est le fils de Louis Jean Baptiste, commis négociant, et de Marie Jeanne Sophie Deheilly.
Élève d'Horace Vernet, il expose au Salon de 1857 à 1875.
En 1847, il s'installe à Guéret où il épouse en 1854, Marie Caffin. 
Il meurt à son domicile de Guéret, à l'âge de 90 ans. 

## Œuvres exposées aux Salons parisiens
(sauf mention)
- Lisière d'une châtaigneraie, aux environs de Guéret, au Salon de 1857
- Soleil couché ; paysage, au Salon de 1859
- Un pacage aux environs de Guéret (Creuse), au Salon de 1861
- Chemin sur la lisière d'une châtaigneraie (Creuse) ; effet de soir, au Salon de 1863
- Vue prise sur les bords du Carde (Creuse), au Salon de 1863
- Vue prise sur les bords du Thorion (Creuse) ; effet de matin, au Salon de 1863
- Les bords de la Creuse, le soir, au Salon de 1864
- Une mare près Guéret, au Salon de 1864
- Les bords du Thorion, près Thoron (Creuse). Effet du matin, au Salon de 1865 (Toulouse)
- Peupliers au bord d'une mare (Creuse), au Salon de 1865
- Un soir sur le Maupuy (Creuse), au Salon de 1865
- Une mare dans la lande (Creuse), au Salon de 1865 (Toulouse)
- Étable abandonnée, près Glénic (Creuse), au Salon de 1866
- Vaches et moutons montant une lande (Creuse), au Salon de 1866
- Chaumières près Guéret ; effet du matin, au Salon de 1868
- Ruisseau près Glenic (Creuse), au Salon de 1868
- Les bords de la Voueize, près Chambon (Creuse) ; effet du matin, au Salon de 1869
- Portrait de M. le Dr D., au Salon de 1869
- Portrait de M. l'abbé M., au Salon de 1870
- Ruisseau dans la Creuse, au Salon de 1870
- Pont sur la Creuse, au Salon de 1873
- Un ravin de la Creuse ; effet de matin, au Salon de 1874
- Paysage, au Salon de 1875 (Blois)